# Contea di Hui'an
La contea di Hui'an (惠安县S, Huì'ānP) è una contea della Cina, situata nella provincia del Fujian.